# Kim Hyun-Yong
Kim Hyun-Yong es un deportista surcoreano que compitió en taekwondo. Ganó una medalla de oro en los Juegos Asiáticos de 1994, y dos medallas de oro en el Campeonato Asiático de Taekwondo en los años 1994 y 1996.

## Palmarés internacional
| Juegos Asiáticos    | Juegos Asiáticos      | Juegos Asiáticos | Juegos Asiáticos |
| Año                 | Lugar                 | Medalla          | Categoría        |
| ------------------- | --------------------- | ---------------- | ---------------- |
| 1994                | Hiroshima (Japón)     | Medalla de oro   | –64 kg           |
| Campeonato Asiático |                       |                  |                  |
| Año                 | Lugar                 | Medalla          | Categoría        |
| 1994                | Manila (Filipinas)    | Medalla de oro   | –58 kg           |
| 1996                | Melbourne (Australia) | Medalla de oro   | –58 kg           |